# Наумець Владислав Олегович
Владисла́в Оле́гович Нау́мець (нар. 7 березня 1999, Житомир, Україна) — український футболіст, півзахисник казахстанського клубу «Ордабаси».

## Життєпис
Владислав Наумець народився у Житомирі. Займатися футболом почав, реалізувавши мрію батька, який дуже хотів, аби його син став саме футболістом. З 8-річного віку тренувався у структурі житомирського клубу «Полісся», а у 12 років перебрався до луганської «Зорі». У першому ж матчі відзначився одразу сімома забитими м'ячами. 2014 року отримав пропозицію переїхати до Києва та продовжити кар'єру в академії місцевого «Динамо». 6 серпня 2016 року дебютував у складі «біло-синіх» в матчі юнацької першості (U-19) проти полтавської «Ворскли», замінивши на 71-ій хвилині Дениса Янакова.
З листопада 2014 року залучався до ігор юнацьких збірних України різних віків. Влітку 2016 року взяв участь у чемпіонаті Європи з футболу серед юнаків віком до 17 років, зігравши у дебютному поєдинку збірної України на турнірі проти однолітків з Німеччини.
У вересні 2018 року перейшов до лав грецького клубу «ПАС Яніна», з яким уклав трирічну угоду. 1 листопада того ж року дебютував за новий клуб у Кубку Греції, а 14 січня 2019 року вперше з'явився на полі в поєдинку грецької Суперліги проти АЕКа.
1 серпня 2022 року Наумець став гравцем одеського «Чорноморця». 23 лютого 2023 року залишив «моряків».

## Статистика виступів
Статистичні дані наведено станом на 3 березня 2019 року
| Сезон                | Команда              | Чемпіонат            | Чемпіонат | Чемпіонат | Кубок | Кубок | Кубок | Єврокубки | Єврокубки | Єврокубки | Інші кубки | Інші кубки | Інші кубки | Всього | Всього |
| Сезон                | Команда              | Змаг.                | Матчі     | Голи      | Змаг. | Матчі | Голи  | Змаг.     | Матчі     | Голи      | Змаг.      | Матчі      | Голи       | Матчі  | Голи   |
| -------------------- | -------------------- | -------------------- | --------- | --------- | ----- | ----- | ----- | --------- | --------- | --------- | ---------- | ---------- | ---------- | ------ | ------ |
| 2018/19              | «ПАС Яніна»          | ГСЛ                  | 3         | 0         | КГ    | 3     | 0     | —         | —         | —         | —          | —          | —          | 6      | 0      |
| Всього в «ПАС Яніні» | Всього в «ПАС Яніні» | Всього в «ПАС Яніні» | 3         | 0         |       | 3     | 0     |           | 0         | 0         |            | 0          | 0          | 6      | 0      |
| Всього за кар'єру    | Всього за кар'єру    | Всього за кар'єру    | 3         | 0         |       | 3     | 0     |           | 0         | 0         |            | 0          | 0          | 6      | 0      |